# یوهانس پلوگر
یوهانس پلوگر (دانمارکی: Johannes Pløger; ۳ آوریل ۱۹۲۲ – ۴ فوریهٔ ۱۹۹۱) بازیکن فوتبال اهل دانمارک بود.
از باشگاه‌هایی که در آن بازی کرده‌است می‌توان به باشگاه فوتبال نووارا، باشگاه فوتبال تورینو، باشگاه فوتبال یوونتوس، و باشگاه فوتبال اودینزه اشاره کرد.
وی همچنین در تیم ملی فوتبال دانمارک بازی کرده‌است.